# Playlogic
Playlogic Entertainment (Playlogic Entertainment, Inc., Playlogic International NV) was een Nederlandse ontwikkelaar en uitgever van computerspellen tussen 2002 en 2010 uit Amsterdam. De ontwikkelingstak Playlogic Game Factory BV was gevestigd in Breda. De Nederlandse ondernemer Willem Smit was CEO van Playlogic. Onder meer door teleurstellende verkopen van de game Fairytale Fights en door een opgeschort contract met Sony ging Playlogic in 2010 failliet. In hetzelfde jaar maakte Playlogic echter nog een doorstart als digitale uitgever (onder de naam Playlogic Digital BV), waarbij het zich ging toeleggen op online en mobiele games en online gokspellen. Sinds 2013 staat Playlogic op de beurs in Londen genoteerd als 24/7 Gaming Groep Holdings PLC en richt het bedrijf zich bijna volledig op de online gokmarkt. In december 2014 ging Playlogic opnieuw failliet.
Playlogic was de uitgever van verschillende games voor zowel de PC als spelcomputers, waaronder WorldShift (ontwikkeld door Black Sea Studios), Ancient Wars: Sparta (ontwikkeld door World Forge) en Age of Pirates: Caribbean Tales (ontwikkeld door Akella). Ook publiceerde Playlogic het spel Sudoku Ball Detective van de Nederlandse ontwikkelaar White Bear voor de Nintendo Wii en Nintendo DS.
Daarnaast ontwikkelde Playlogic ook zelf computerspellen. In opdracht van Sony Computer Entertainment ontwikkelde het verschillende spelletjes voor de PlayStation EyeToy-camera en PlayStation Eye, onder andere Eyepet, Eyepet Move Edition, Pom Pom Party, Aqua Vita en Mesmerize I&II. Intern werden verder Cyclone Circus (PlayStation 2, 2006), Xyanide (Xbox, 2006), Xyanide Resurrection (PlayStation Portable, 2007) en Fairytale Fights (PlayStation 3 en Xbox 360, 2009) ontwikkeld. De EyeToy-avonturengame Wizard of Funk voor de PlayStation 2 werd geannuleerd, evenals de tactische first-person shooter Project Delta voor de Xbox 360, PlayStation 3 en pc.